# Свети Спас (Драчево)
„Свети Спас“ или „Възнесение Христово“ (на македонска литературна норма: „Свети Спас“) е българска възрожденска православна църква в село Драчево, Северна Македония. Църквата е под управлението на Скопската епархия на Македонската православна църква. В миналото църквата влиза в диоцеза на Българската екзархия. Църквата се намира от ляво на главната улица „Драчевска“. Има хубав, подреден двор и камбанария.

## История
Църквата е построена в 1849 година и е една от най-старите в региона. Интериорът на църквата се отличава с фреските си, икони, иконостас и надписи на черковнославянски език. Фреските и иконостасът са дело на известния български иконописец Дичо Зограф. Изработени са в 1857 година. На олтарната врата е изрисуван Архангел Михаил, престолната икона е с лика на свети Харалампий, а празничната икона е изписана с Възнесение Христово, на която се чете надписът от Дичо Зограф с дата 26 ноември 1857 година. Храмът съхранява около 50 малки икони, рисувани от Дичо Зограф.
За църквата „Свети Спас“ пише българският просветен деец Йордан Хаджиконстантинов-Джинот в статията си „Южна страна скопска“ от 21 май 1855 година в „Цариградски вестник“. В нея пише, че Драчево има нов църковен храм „Свети Спас“ и едно малко училище, което пустее без учител. По това време в църквата се служи на гръцки език, който местните не разбират.

## Галерия
- Поглед към главния вход в църквата от южната страна
- Фреската на Възнесението Христово над входа на църквата
- Дворът на църквата
- Камбанарията на църквата
- Входната порта на църквата „Свети Спас“
- Икосностасът в църквата „Свети Спас“
- Вътрешността на църквата, северна стена
- Вътрешността на църквата